# Tram ATM serie 5400
Le vetture tranviarie serie 5400 dell'ATM di Milano erano una piccola serie di elettromotrici tranviarie a carrelli, costruite nel 1958 dalla Breda.
Si trattava di 3 unità, strettamente derivate dalle vetture serie 5300 consegnate tre anni prima, con le quali condividevano il disegno della cassa. Le differenze erano nell'equipaggiamento "all electric", anziché elettropneumatico, e nei carrelli di nuovo tipo, a boccole interne, progettati dalla CGE; i carrelli erano interamente coperti da una carenatura, che rendeva caratteristico l'aspetto di queste vetture. Anche i motori erano di nuovo tipo, notevolmente più potenti di quelli delle vetture 5300.
Le 3 unità vennero numerate da 5451 a 5453, probabilmente per non sovrapporre le decine con le unità della serie 5300, analogamente a quanto fatto con le vetture serie 4700, numerate di seguito a quelle della serie 4600.
Le vetture non fecero servizio a lungo: la 5451 fu utilizzata per allestire, nel 1971, la cassa centrale del prototipo di "Jumbotram" serie 4800; le due unità restanti furono vendute nel 1981 all'ATAC di Roma, che dopo la ricostruzione delle casse le classificò nella serie 8000, con numeri 8041 e 8043.